# 嫩哲格格
嫩哲格格（穆麟德轉寫：Nunje gege，
1587年—1646年），清太祖努尔哈赤第二女，生母為侧妃伊尔根觉罗氏，與饒餘敏親王阿巴泰同母。

## 生平
根据《满洲实录》的记载，“嫩哲”应是她异母长姐董鄂格格的本名。
天命年间，下嫁表弟达尔汉。依照当时习俗，根据夫家部落名，称為沾河格格。与达尔汉成婚时，其年龄超过当时女性初婚年龄。唐邦治认为巴图鲁伊拉喀是她的前夫，理由是《清皇室四谱》稱奉天老檔譯文中有載：「巴圖魯伊拉喀，朕以女妻之，乃不終效力，無端棄妻。恐後生變，故殺之。」
《內國史院檔》載天聰七年十一月十一日卯刻，皇太極因和碩貝勒濟爾哈朗福晉薨逝之事而率領大貝勒及諸貝勒往臨其喪，貝勒走下台迎于院中，于是汗與大貝勒坐，命令鄢 (顏) 哲格格及孫代格格以酒敬貝勒。
崇德元年（1636年）十一月，皇太极册封七位公主，是包括两位姐姐文哲和颜哲在内的姐妹、女儿等女性亲族。其中，文哲受封为固伦公主，颜哲受封为和硕公主。有认为她即是颜哲，文哲是东果格格。除《满文老档》所记沾河格格外，郭洛羅家譜載為戰畢拉公主，《內國史檔》則譯為扎木必賴公主。顺治三年（1646年）七月，顏哲去世，享壽六十岁。